# Verband der Konferenzdolmetscher
Der Verband der Konferenzdolmetscher (VKD) vertritt als Berufsverband die Interessen der in ihm organisierten Konferenzdolmetscherinnen und Konferenzdolmetscher in Deutschland. Er hat seinen Sitz in Köln, wurde 2003 gegründet und zählt derzeit mehr als 700 Mitglieder mit 34 Arbeitssprachen. Der Verband ist Mitglied im Bundesverband der Dolmetscher und Übersetzer und trägt somit den vollen Namen Verband der Konferenzdolmetscher im Bundesverband der Dolmetscher und Übersetzer (BDÜ) e.V.

## Geschichte
Vor der Gründung des VKD formierte sich innerhalb des BDÜ eine Berufsgruppe der Konferenzdolmetscher. Diese führte 1994 ihre erste ordentliche Berufsgruppenversammlung durch. Im Juli 2003 löste sich die Berufsgruppe auf und der Verband der Konferenzdolmetscher (VKD) wurde gegründet. Auf der Gründungsversammlung am 4. Juli 2003 wurde die erste Vorsitzende Barbara Müller-Grant gewählt.
Die Aufnahme in den Bundesverband der Dolmetscher und Übersetzer (BDÜ), als einer von zwölf Mitgliedsverbänden, fand am 19. Oktober 2003 statt.
Der Verband startete ursprünglich mit 150 Mitgliedern und vertritt heute mehr als 715 Konferenzdolmetscherinnen und Konferenzdolmetscher (Stand: Februar 2023) aus Deutschland und 15 weiteren Ländern.

## Organisation und Struktur
Der Vorstand des VKD vertritt die Belange des Berufsverbandes in der Öffentlichkeit und führt die Geschäfte zwischen den Jahresmitgliederversammlungen. Er setzt sich zusammen aus 1. Vorsitz, 2. Vorsitz, Schatzmeister und mindestens zwei Beisitzern.
Der Verband der Konferenzdolmetscher ist in sieben Regionalgruppen untergliedert, die von so genannten Regionalreferenten geleitet werden. Dabei dient der Regionalausschuss als Koordinationsgremium aller Regionalreferenten.
Die themenbezogene Arbeit im Verband übernehmen die Fachressorts:
- Datenverwaltung
- Fortbildung
- Gericht und Gemeinwesen
- Hochschulkoordination
- ISO-/DIN-Normen
- Marketing
- Markt
- Nachwuchsprogramm
- Presse- und Öffentlichkeitsarbeit
- Soziale Medien
- VKD-Kurier
- Webmaster

Der Aufnahmeausschuss ist damit beauftragt, die Anträge für die Mitgliedschaft im Verband zu prüfen.
Alle Amts- und Funktionsträger sind aktive Konferenzdolmetscherinnen und Konferenzdolmetscher und führen ihre Arbeit als ehrenamtliche Tätigkeit aus.

## Mitgliedschaft
Die Mitglieder des VKD durchlaufen ein Aufnahmeverfahren und verpflichten sich über die Berufs- und Ehrenordnung des Verbandes zu hohen Qualitätsstandards.
Für die Aufnahme als Konferenzdolmetscher VKD Junior ist ein Masterabschluss aus dem In- oder Ausland bzw. eine Zeugenerklärung erfahrener und qualifizierter Berufskolleginnen und -kollegen erforderlich. Für eine Aufnahme als Konferenzdolmetscher VKD Senior sind zusätzlich mindestens 200 Arbeitstage als Konferenzdolmetscher nachzuweisen.

## Ziele
Die Aufgaben und Ziele des VKD umfassen die Wahrnehmung der berufsständischen Interessen der Konferenzdolmetscher in Deutschland inklusive Öffentlichkeitsarbeit. Weitere Ziele des Verbands sind:
- die Förderung junger Konferenzdolmetscherinnen und Konferenzdolmetscher
- die Professionalisierung und Weiterbildung der Mitglieder
- der Austausch über berufsrelevante Themen, z. B. in Form einer verbandsinternen Zeitschrift
- der Austausch mit einschlägigen Ausbildungsstätten und anderen Berufsverbänden
- die Bereitstellung von Informationen für potentielle Auftraggeberinnen und Auftraggeber